# Melanophryne
Melanophryne is een geslacht van kikkers uit de familie Microhylidae.
De groep werd voor het eerst wetenschappelijk beschreven door Lehr en Trueb in 2007. De groep is nog niet ingedeeld bij een van de onderfamilies van de Microhylidae.
De soorten komen voor in delen van Zuid-Amerika en zijn endemisch in Peru, alleen in de provincies Pasco en Huánuco.